# Otrovna Ivy (1992.)
Otrovna Ivy (eng. Poison Ivy) je američka erotska drama-triler iz 1992. godine s Drew Barrymore u glavnoj ulozi. Film je nastao prema priči Melisse Goddard koja je i sudjelovala u pisanju scenarija za film. Godine 1992. je nominiran u kategoriji najboljeg filma na Sundance filmskom festivalu, a godinu kasnije Sara Gilbert je nominirana u kategoriji najbolje sporedne glumice Nezavisnog duha. Unatoč neuspjehu u kinima, postao je veliki hit na kabelskoj televiziji i na videu.
Film je iznjedrio i nekoliko nastavaka: Otrovna Ivy II: Lily (1996.), Otrovna Ivy: Novo zavođenje (1997.) i Otrovna Ivy: Tajno društvo (2008.).

## Radnja
Psihološki nesigurna i relativno neugledna srednjoškolka Sylvie Cooper (Sara Gilbert) postaje fascinirana svojom školskom kolegicom Ivy (Drew Barrymore), atraktivnom i zavodljivom djevojkom. Njihovo druženje uskoro prerasta u prijateljstvo koje Ivy iskorištava kako bi se uvukla u Sylvieinu bogatu obitelj. Sylvie širokogrudno i naivno primi Ivy u svoj dom ne znajući da Ivy ima plan zavesti njezinog oca, bogatog i uspješnog poduzetnika Darrela (Tom Skerritt) te se riješiti njezine bolesne majke Georgie (Cheryl Ladd).

## Vanjske poveznice
- Otrovna Ivy u internetskoj bazi filmova IMDb-a (engl.)
- Otrovna Ivy na Rotten Tomatoes (engl.)